# 宮島喬
宮島 喬（みやじま たかし、1940年10月19日 - ）は、日本の社会学者。お茶の水女子大学名誉教授。専門は社会学。とくにエミール・デュルケームやピエール・ブルデューなどフランス社会学の研究で知られる。

## 人物・来歴
東京府生まれ。横浜国立大学学芸学部附属横浜中学校、東京教育大学附属高等学校、東京大学文学部社会学科卒業。東京大学大学院社会学研究科博士課程中退。1973年よりお茶の水女子大学文教育学部助教授、1985年同教授、1995年より立教大学社会学部教授、2006年より法政大学大学院社会学研究科教授。日本学術会議連携会員。
父は哲学者の宮島肇。弟に経済学者の宮島洋、政治学者の宮島泉がいる。また、折り紙作家の宮島登は次男。

## 研究歴
デュルケムを中心としたフランス社会学研究者として出発し、1990年頃からは、ヨーロッパ諸国におけるナショナル・マイノリティと移民に関する研究を進めている。とりわけ、カタルーニア、オクシタニー、南ティロルなどの住民の言語・文化運動、そして移民問題については、フランスにおけるマグレブ系、ブラックアフリカ系移民の第二世代の教育、就労、社会参加に焦点をあてている。また、その知見から日本の移民問題についても発言している。

## 著書

### 単著
- 『デュルケム社会理論の研究』(東京大学出版会, 1977年)
- 『現代フランスと社会学――社会構造と社会理論の変容』(木鐸社, 1979年)
- 『デュルケム自殺論』(有斐閣, 1979年)
- 『現代社会意識論』(日本評論社, 1983年)
- 『デュルケム理論と現代』(東京大学出版会, 1987年)
- 『デュルケム「自殺論」を読む』(岩波書店, 1989年)
- 『外国人労働者迎え入れの論理――先進社会のジレンマのなかで』(明石書店, 1989年)
- 『ひとつのヨーロッパいくつものヨーロッパ――周辺の視点から』(東京大学出版会, 1992年)
- 『外国人労働者と日本社会』(明石書店, 1993年)
- 『文化的再生産の社会学――ブルデュー理論からの展開』(藤原書店, 1994年)
- 『ヨーロッパ社会の試練――統合のなかの民族・地域問題』(東京大学出版会, 1997年)
- 『文化と不平等――社会学的アプローチ』(有斐閣, 1999年)
- 『共に生きられる日本へ――外国人施策とその課題』(有斐閣, 2003年)
- 『ヨーロッパ市民の誕生――開かれたシティズンシップへ』岩波書店〈岩波新書〉、2004年。
- 『移民社会フランスの危機』(岩波書店, 2006年)
- 『一にして多のヨーロッパ 統合のゆくえを問う』勁草書房，2010
- 『社会学原論』岩波書店　岩波テキストブックス，2012
- 『多文化であることとは 新しい市民社会の条件』岩波書店・岩波現代全書，2014
- 『外国人の子どもの教育 就学の現状と教育を受ける権利』東京大学出版会，2014
- 『現代ヨーロッパと移民問題の原点 1970、80年代、開かれたシティズンシップの生成と試練』明石書店，2016
- 『フランスを問う　国民、市民、移民』人文書院，2017
- 『多文化共生の社会への条件 日本とヨーロッパ、移民政策を問いなおす』東京大学出版会, 2021.2
- 『「移民国家」としての日本　共生への展望』岩波書店〈岩波新書〉、2022年11月。ISBN 9784004319474。

### 共著
- (石川晃弘・梅澤正・高橋勇悦・江草忠允)『みせかけの中流階級――都市サラリーマンの幸福幻想』(有斐閣, 1982年)
- (梶田孝道・伊藤るり)『先進社会のジレンマ――現代フランス社会の実像をもとめて』(有斐閣, 1985年)
- 『外国人労働者受け入れを問う』鈴木江理子共著 岩波ブックレット 2014
- 『外国人の子ども白書 権利・貧困・教育・文化・国籍と共生の視点から』荒牧重人,榎井縁,江原裕美,小島祥美,志水宏吉, 南野奈津子,山野良一共編　明石書店　2017

### 編著
- 『ライブラリ社会学(10)社会学の歴史的展開』(サイエンス社, 1986年)
- 『現代社会学』(有斐閣, 1995年)
- 『文化の社会学――実践と再生産のメカニズム』(有信堂高文社, 1995年)
- 『現代ヨーロッパ社会論――統合のなかの変容と葛藤』(人文書院, 1998年)
- 『外国人市民と政治参加』(有信堂高文社, 2000年)
- 『講座社会学(7)文化』(東京大学出版会, 2000年)
- 『岩波小辞典・社会学』(岩波書店, 2003年)
- 『外国人の子どもと日本の教育――不就学問題と多文化共生の課題』(東京大学出版会, 2005年)
- 『移民の社会的統合と排除――問われるフランス的平等』（東京大学出版会、2009年）

### 共編著
- (梶田孝道)『現代ヨーロッパの地域と国家――変容する<中心-周辺>問題への視角』(有信堂高文社, 1988年)
- (藤田英典)『文化と社会――差異化・構造化・再生産』(有信堂高文社, 1991年)
- (梶田孝道)『統合と分化のなかのヨーロッパ』(有信堂高文社, 1991年)
- (手塚和彰・伊藤祐禎)『シリーズ外国人労働者(5)外国人労働者と自治体』(明石書店, 1992年)
- (藤田英典)『文化と社会』(放送大学教育振興会, 1993年)
- (原輝史)『フランスの社会――変革を問われる文化の伝統』(早稲田大学出版部, 1993年)
- (加藤節)『難民』(東京大学出版会, 1994年)
- (西川長夫)『ヨーロッパ統合と文化・民族問題――ポスト国民国家時代の可能性を問う』(人文書院, 1995年)
- (北川隆吉)『20世紀社会学理論の検証』(有信堂高文社, 1996年)
- (梶田孝道)『外国人労働者から市民へ――地域社会の視点と課題から』(有斐閣, 1996年)
- (羽場久浘子)『ヨーロッパ統合のゆくえ――民族・地域・国家』(人文書院, 2001年)
- (小倉充夫・加納弘勝・梶田孝道)『国際社会(全7巻)』(東京大学出版会, 2002年)
- (石井洋二郎)『文化の権力――反射するブルデュー』(藤原書店, 2003年)
- (島薗進)『現代日本人の生のゆくえ――つながりと自律』(藤原書店, 2003年)
- (岩崎信彦、ケリ・ピーチ, ロジャー・グッドマン, 油井清光)『海外における日本人、日本のなかの外国人――グローバルな移民流動とエスノスケープ』(昭和堂, 2003年)
- （五十嵐暁郎）『平和とコミュニティ――平和研究のフロンティア』（明石書店, 2007年）
- （若松邦弘・小森宏美）『地域のヨーロッパ――多層化・再編・再生』（人文書院, 2007年）
- 『公正な社会とは 教育、ジェンダー、エスニシティの視点から』杉原名穂子,本田量久共編　人文書院　2012
- 『移民・マイノリティと変容する世界』吉村真子共編著　法政大学出版局、2012
- 『グローバリゼーションと社会学 モダニティ・グローバリティ・社会的公正』舩橋晴俊,友枝敏雄,遠藤薫共編著 ミネルヴァ書房、2013
- 『現代社会と子どもの貧困 福祉・労働の視点から』法政大学大原社会問題研究所,原伸子,岩田美香共編　大月書店・法政大学大原社会問題研究所叢書　2015
- 『国際社会学』佐藤成基,小ケ谷千穂共編　有斐閣　2015
- 『ヨーロッパ・デモクラシー 危機と転換』木畑洋一,小川有美 共編. 岩波書店, 2018.4
- 『開かれた移民社会へ』(別冊環  藤巻秀樹,石原進,鈴木江理子共編. 藤原書店, 2019.5
- 『包摂・共生の政治か、排除の政治か 移民・難民と向き合うヨーロッパ』佐藤成基共編. 明石書店, 2019.8

### 訳書
- レイモン・ブードン『社会学の方法』(白水社, 1970年)
- レイモン・アロン『社会学的思考の流れ』(法政大学出版局 叢書・ウニベルシタス（I・II）, 1974年-1984年)、共訳
- モーリス・デュヴエルジュ『ヤヌス――西欧の二つの顔』(木鐸社, 1975年)
- エミール・デュルケム『社会学講義　習俗と法の物理学』（みすず書房, 1974年、新装版2008年）、共訳
- デュルケム『社会学的方法の規準』(岩波書店〈岩波文庫〉, 1978年)
- アラン・トゥレーヌ『現代国家と地域闘争――フランスとオクシタニ』(新泉社, 1984年)
- デュルケム『自殺論』(中央公論社〈中公文庫〉, 1985年、改版2018年)
- A・ギデンズ『社会理論の現代像――デュルケム, ウェーバー, 解釈学, エスノメソドロジー』(みすず書房, 1986年)
- ピエール・ブルデュー, ジャン=クロード・パスロン『再生産――教育・社会・文化』(藤原書店, 1991年)
- D・トレンハルト編『新しい移民大陸ヨーロッパ――比較のなかの西欧諸国・外国人労働者と移民政策』(明石書店, 1994年)
- レイモン・ブードン、フィリップ・ベナール、モハメッド・シェルカウィ、ベルナール=ピエール・レキュイエール編『ラルース社会学事典』(弘文堂, 1997年)
- マルコ・マルティニエッロ『エスニシティの社会学』(白水社, 2002年)
- パトリック・シャンパーニュ『世論をつくる――象徴闘争と民主主義』(藤原書店, 2004年)
- ミシェル・ヴィヴィオルカ『差異――アイデンティティと文化の政治学』（法政大学出版局, 2009年）
- パトリック・ヴェイユ『フランス人とは何か 国籍をめぐる包摂と排除のポリティクス』大嶋厚, 中力えり, 村上一基共訳（明石書店, 2019年）